# Nombre 4-polytopique
En arithmétique géométrique, un nombre 4-polytopique, ou nombre 4-hyperpolyédrique, ou encore nombre polychorique, est un nombre figuré comptant des points disposés régulièrement dans un 4-polytope, ou polychore.

## Cas des 4-polytopes réguliers

### Formules
Si l'on note {\displaystyle P_{n}} le nombre de points à l'étape {\displaystyle n} où il y a {\displaystyle n} points dans chaque arête extérieure du polytope, on a les formules :
| Nombre 4-polytopique                              | {\displaystyle P_{n}}                                  | Les dix premiers nombres                                            | Rang OEIS               |
| ------------------------------------------------- | ------------------------------------------------------ | ------------------------------------------------------------------- | ----------------------- |
| nombre pentachorique ou 4-hypertétraédrique       | {\displaystyle {\frac {n(n+1)(n+2)(n+3)}{120}}}        | 1, 5, 15, 35, 70, 126, 210, 330, 495, 715                           | suite A000332 de l'OEIS |
| Nombre octachorique ou 4-hypercubique             | {\displaystyle n^{4}}                                  | 1, 16, 81, 256, 625, 1296, 2401, 4096, 6561, 10000                  | suite A000583 de l'OEIS |
| Nombre hexadécachorique ou 4-hyperoctaédrique     | {\displaystyle {n^{2}(n^{2}+2) \over 3}}               | 1, 8, 33, 96, 225, 456, 833, 1408, 2241, 3400                       | suite A014820 de l'OEIS |
| Nombre icositétrachorique ou hypergranatoédrique  | {\displaystyle n^{2}(3n^{2}-4n+2)}                     | 1, 24, 153, 544, 1425, 3096, 5929, 10368, 16929, 26200              | suite A092181 de l'OEIS |
| Nombre hecatonicosachorique ou hyperdodécaédrique | {\displaystyle {n(261n^{3}-504n^{2}+283n-38) \over 2}} | 1, 600, 4983, 19468, 53505, 119676, 233695, 414408, 683793, 1066960 | suite A092183 de l'OEIS |
| Nombre hexacosichorique ou hypericosaédrique      | {\displaystyle {n(145n^{3}-280n^{2}+179n-38) \over 6}} | 1, 120, 947, 3652, 9985, 22276, 43435, 76952, 126897, 197920        | suite A092182 de l'OEIS |

Notons que {\displaystyle P_{1}} est le nombre de sommets du polytope correspondant.

### Principe d'obtention de ces formules
On considère un 4-polytope régulier à S sommets, A arêtes, F faces et C cellules et on note  {\displaystyle d_{A},d_{F},d_{C}} les nombres respectifs d'arêtes, de faces et de cellules adjacentes à un sommet donné : Supposons que la figure de l'étape {\displaystyle n-1} soit construite ; on obtient la figure de l'étape {\displaystyle n} en ajoutant, :
- {\displaystyle S-1} nouveaux points situés aux {\displaystyle S-1} nouveaux sommets,

- {\displaystyle (n-2)(A-d_{A})} nouveaux points situés à l'intérieur des {\displaystyle A-d_{A}} nouvelles arêtes,
- {\displaystyle (P_{k,n}-k(n-1))(F-d_{F})} nouveaux points situés à l'intérieur des {\displaystyle F-d_{F}} nouvelles faces k-gonales, {\displaystyle P_{k,n}} étant  le nombre k-gonal d'ordre {\displaystyle n}.
- {\displaystyle Q_{n}(C-d_{C})} nouveaux points situés à l'intérieur des {\displaystyle C-d_{C}} nouvelles cellules, {\displaystyle Q_{n}} étant le nombre polyédrique d'ordre {\displaystyle n} associé aux cellules, auquel on retranche le nombre de points situés sur sa frontière.

Si l'on note {\displaystyle P_{n}} le nombre de points à l'étape {\displaystyle n}, on a donc {\displaystyle P_{n}-P_{n-1}=(S-1)+(A-d_{A})(n-2)+(F-d_{F})(P_{k,n}-k(n-1))+(C-d_{C})Q_{n}}.
Partant de {\displaystyle P_{0}=0}, on obtient donc {\displaystyle P_{n}} en écrivant {\displaystyle P_{n}=\sum _{k=1}^{n}(P_{k}-P_{k-1})}.

#### Exemple pour le 4-hypercube
Pour le 4-hypercube, {\displaystyle S=16,A=32,F=24,C=8}, {\displaystyle d_{A}=4,d_{F}=6,d_{S}=4} ; {\displaystyle k=4} et {\displaystyle P_{4,n}=n^{2}} ; enfin {\displaystyle Q_{n}=n^{3}-8-12(n-2)-6(n^{2}-4(n-1))}.
On obtient {\displaystyle P_{n}-P_{n-1}=4n^{3}-6n^{2}+4n-1=n^{4}-(n-1)^{4}}, ce qui donne bien {\displaystyle P_{n}=n^{4}}.